# Thorvald Ellegaard
Thorvald Kristian Ellegaard (oprindelig Kristensen; født 7. marts 1877 i Fangel, død 27. april 1954 i Charlottenlund) var en dansk professionel cykelrytter, som var verdensmester i cykeldisciplinen sprint seks gange. En bedrift, som ingen dansk cykelrytter har gjort ham efter.
I sin samtid var Thorvald Ellegaard en levende legende – og måske den største cykelrytter, Danmark nogen sinde har fostret. Han var aktiv i ikke mindre end 31 år. Ud over de seks VM-titler blev det til tre EM-titler, 24 DM-titler og 11 sejre i Copenhagen Grand Prix. Han vandt 925 løb på 153 cykelbaner verden rundt.
Ellegaard blev født i den fynske landsby Fangel. Allerede som dreng var han stærkt interesseret i idræt, og da han fik en gammeldags væltepeter, var hans skæbne beseglet.
Kristi Himmelfartsdag den 23. maj 1895 debuterede Thorvald Kristensen på cykelbanen i Slagelse. Han vandt løbet, men der var næppe mange blandt tilskuerne, der anede, at Thorvald Kristensen i løbet af nogle få år skulle blive verdens bedste og mest omtalte cykelrytter. Han tog, ligesom broderen Peter, navnet Ellegaard efter familiens landejendom i Fangel. De to brødre dominerede i slutningen af 1890'erne den nye cykelbane i Fruens Bøge, som Thorvald Ellegaard fik lejlighed til at træne på, da han kom i murerlære i Odense. I 1896 fik han sit svendebrev og kunne helhjertet satse på cykelsporten. Han far var sygdomssvækket, og da ingen af sønnerne havde lyst til at overtage landbruget, blev slægtsgården solgt, og familien flyttede til Fruens Bøge i Odense, hvor de i 1897 byggede en lille villa ved cykelbanen. Faderen blev opsynsmand ved cykelbanen. Thorvald Ellegaard blev 1897 udtaget til verdensmesterskaberne i Glasgow, men han måtte melde afbud, for murermester Frederiksen i Odense ville ikke give ham fri i over en uge. Ellegaard måtte overlade pladsen på VM-holdet til Erwin Schrader, som blev Danmarks første cykelverdensmester.
Efter et kortere træningsophold i Østrig sluttede Ellegaard i 1898 som murer og blev, som den første fra provinsen, professionel cykelrytter. I 1899 havde også den udenlandske sportspresse fået øje på ham. Det tyske blad Rad-Welt skrev: "Ellegaard er en rytter med udmærkede anlæg. Han vil utvivlsomt lade høre fra sig i fremtiden." Og i det franske magasin Journal des Sports hed det: "Skulle Ellegaard være emne til en ny Zimmermann eller en Bourillon? Hans stjerne er for tiden i så hurtig stigen på cykelsportens himmel, at den kraftigt påtvinger sig opmærksomheden."
Han vandt sit første verdensmesterskab 14. juli 1901 i Berlin. Fra 1899 til 1914 var Thorvald Ellegaard hele 10 gange i finalen om det professionelle verdensmesterskab i sprint; han vandt de seks. Ellegaard blev Danmarks første sportsidol. Hans bedrifter blev nøje fulgt i sportspressen, og historien om murersvenden, der blev rig og berømt på sin sport, gav næring til mange drengedrømme. Dengang var der mange penge i banecykling, og Thorvald Ellegaard var i de bedste år oppe på at få 200 kroner i startpenge for en løbsaften (knap kr. 13500 i nutidens penge). Efter år 1900 deltog han ikke i de danske mesterskaber. Ellegaard og hans hustru, Karen Kirstine Nicolaysen, tog fast bopæl i Paris i 1912, fordi byen var et praktisk centrum for hans mange rejser. Siden blev familien boende for at datteren, den senere verdensberømte pianistinde France Marguerite Ellegaard (1913-1999), som blev født i Paris, kunne gennemføre sin musikalske uddannelse der. Da hun var fem år, optrådte hun ved velgørenhedskoncerter, og kun ni år gammel indledte hun sin uddannelse på Pariserkonservatoriet efter at have fået aldersdispensation.
Da første verdenskrig sluttede i 1918, havde Ellegaard passeret de 40, og han kunne ikke længere præstere de hurtige tider, men i kraft af sine taktiske evner kunne han stadig imponere. I 1925 kunne han fejre 30 års jubilæum som aktiv rytter, og da han trak sig tilbage den 26. september 1926, var han 49 år. Hans sidste løb blev kørt på Ordrupbanen, hvor han var sportsleder fra 1927 til 1938. Den 27. april 1954 døde Ellegaard og blev begravet på Søllerød Kirkegård ved København. På kirkegården rejste Dansk Bicycle Club et minde over ham. Han blev 77 år.
Ellegaard blev æresborger i Odense og var den første sportsudøver, der blev udnævnt til Ridder af Dannebrog.
Ellegaard blev af Danmarks Idræts-Forbund i 1996 kåret til et af Danmarks fem største mandlige sportsnavne nogensinde.
Ellegaard omtales i bogen Det 20. århundrede - De 100 mest betydningsfulde personer i Danmark.
Thorvald Ellegaard Arena Odense er opkaldt efter Thorvald Ellegaard. Lige vest for arenaen ligger vejen Thorvalds Vænge. 

## Verdensmesterskaber
Sprint: 1901, 1902, 1903, 1906, 1908, 1911